# Eulocastra undulata
Eulocastra undulata là một loài bướm đêm trong họ Noctuidae.